# Трговецот од Солун
Трговецот од Солун (прев. Трговац из Солуна) је југословенски и македонски ТВ филм из 1985. године. Режирао га је Душко Наумовски а сценарио је написао Петар Костов.

## Улоге
| Глумац              | Улога        |
| ------------------- | ------------ |
| Ненад Стојановски   | Гоце Делчев  |
| Борис Чоревски      | Сулејман бег |
| Кирил Ристоски      | Ванде        |
| Снежана Стамеска    | Сара         |
| Љупчо Петрушевски   | Керим ага    |
| Ђокица Лукаревски   | Караспиро    |
| Чедо Христов        | Зан          |
| Мето Јовановски     | Муса         |
| Илко Стефановски    | Кајмакамот   |
| Јосиф Јосифовски    | Кадијата     |
| Соња Михајлова      |              |
| Менка Бојадзиева    |              |
| Петар Мирчевски     |              |
| Јовица Михајловски  | Лука         |
| Методија Марковски  |              |
| Кирил Коруновски    |              |
| Благоја Стефановски |              |

Остале улоге  ▼
| Глумац               | Улога  |
| -------------------- | ------ |
| Димитар Гешоски      |        |
| Љубиша Трајковски    |        |
| Димитар Зози         |        |
| Гоце Влахов          |        |
| Васо Ангелов         |        |
| Душко Јовановић      |        |
| Најдо Тодески        |        |
| Андон Јованоски      |        |
| Драгиша Димитриевски |        |
| Ненад Милосављевић   |        |
| Слободан Степановски |        |
| Владимир Талевски    |        |
| Анастас Тановски     | Василе |